# Ganderkesee
Ganderkesee è un comune indipendente di 31 578 abitanti, della Bassa Sassonia, in Germania.
Appartiene al circondario (Landkreis) di Oldenburg (targa OL).
La chiesa dei Santi Cipriano e Cornelio conserva un pregevole organo monumentale.